# Prix Ferran Sunyer i Balaguer
Le Prix Ferran Sunyer i Balaguer est une distinction internationale en mathématiques, portant le nom du mathématicien espagnol Ferran Sunyer i Balaguer.

## Attribution
Il est décerné chaque année par la Fundació Ferran Sunyer i Balaguer (ca) à Barcelone pour un ouvrage sur un domaine actuel des mathématiques , auquel le lauréat a apporté des contributions importantes. Le livre récompensé sera publié dans la collection Progress in Mathematics chez Birkhäuser Verlag. Le prix est doté d'une somme de 15 000 euros (en 2013).

## Lauréats
- 1993 : Alexander Lubotzky pour Discrete Groups, Expanding Graphs and Invariant Measures
- 1994 : Klaus Schmidt pour Dynamical Systems of Algebraic Origin
- 1995 : non attribué
- 1996 : V. Kumar Murty, M. Ram Murty pour Non-Vanishing L-Functions and Applications
- 1997 : Albrecht Böttcher, Yuri I. Karlovich pour Carleson Curves, Munchenhoupt Weights and Toeplitz Operators
- 1998 : Juan Morales Ruiz pour Differential Galois Theory and Non-Integrability of Hamiltonian Systems
- 1999 : Patrick Dehornoy pour Braids and Self-Distributivity
- 2000 : Juan-Pablo Ortega, Tudor Ratiu pour Hamiltonian Singular Reduction
- 2001 : Marty Golubitsky, Ian Stewart pour The Symmetry Perspective
- 2002 : André Unterberger pour Automorphic Pseudodifferential Analysis and Higher-level Weyl Calculi et Alexander Lubotzky, Dan Segal pour Subgroup Growth
- 2003 : Fuensanta Andreu-Vaillo, José M. Mazón, Vicent Casellas pour Parabolic Quasilinear Equations Minimizing Linear Growth Functionals
- 2004 : Guy David pour Singular sets of minimizers for the Mumford-Shah functional
- 2005 : Antonio Ambrosetti, Andrea Malchiodi pour Perturbation Methods and Semilinear Elliptic Problems on {\displaystyle R_{n}} et José Seade pour On the topology of isolates singularities in analytic spaces
- 2006 : Xiaonan Ma, George Marinescu pour Holomorphic Morse inequalities and Bergman kernels
- 2007 : Rosa Miró-Roig pour Lectures on Determinantal Ideals
- 2008 : Luís Barreira pour Dimension and Recurrence in Hyperbolic Dynamics[2]
- 2009 : Timothy Browning pour Quantitative Arithmetic of Projective Varieties
- 2010 : Carlo Mantegazza pour Lecture Notes on Mean Curvature Flow
- 2011 : Jayce Getz, Mark Goresky pour Hilbert Modular Forms with Coefficients in Intersection Homology and Quadratic Base Change
- 2012 : Angel Cano, Juan Pablo Navarrete, José Seade pour Complex Kleinian Groups
- 2013 : Xavier Tolsa pour Analytic capacity, the Cauchy Transform, and non-homogeneous Calderón-Zygmund theory
- 2014 : Véronique Fischer, Michael Ruzhansky pour Quantization on Nilpotent Lie Groups
- 2015 : non attribué
- 2016 : Vladimir Turaev et Alexis Virelizier pour Monoidal Categories and Topological Field Theory
- 2017 : Antoine Chambert-Loir, Johannes Nicaise et Julien Sebag pour Motivic Integration
- 2018 : Michael Ruzhansky et Durvudkhan Suragan pour Hardy inequalities on homogeneous groups (100 years of Hardy inequalities)
- 2019 : non attribué
- 2020 : Urtzi Buijs, Yves Félix, Aniceto Murillo, Daniel Tanré pour Lie models in topology et Giovanni Catino, Paolo Mastrolia pour A Perspective on Canonical Riemannian Metrics
- 2021 : Timothy Browning pour Cubic forms and the circle method.
- 2022 : Pascal Auscher et Moritz Egert pour Boundary value problems and hardy spaces for elliptic systems with block structure.
- 2023 : Xavier Fernandez-Real et Xavier Ros-Oton pour Integro-Differential Elliptic Equations
- 2024 : Antonio Córdoba pour Suprematism in Harmonic Analysis